# A Life Is Strange szereplőinek listája
Az alábbi szócikk a Life Is Strange szereplőinek listája. A lista az eredeti játék, a 2017-es előzmény, és a 2024-es folytatás szereplőit tartalmazza.
|  | Alább a cselekmény részletei következnek! |

## Főszereplők
- Max Caulfield (Arcadia Bay, Oregon, 1995. szeptember 21.) – A játék legfőbb szereplője, 2013-ban tért vissza Arcadia Baybe, hogy a Blackwell Academy diákja legyen. 2023-tól a Caledon Egyetem rezidens fényképésze.
- Chloe Price (Arcadia Bay, Oregon, 1994. március 11.) – Max gyerekkori barátja, akit első napján Arcadia Bayben megment újonnan felfedezett képességeivel.
- Rachel Amber (Long Beach, Kalifornia, 1994. július 22. – Arcadia Bay, Oregon, 2013. április 22.) – Diáklány, aki 2013-ban eltűnt Arcadia Bayből. Gazdag családban nőtt fel, Max elköltözése után Chloe legjobb barátja lett.

## A főszereplők családjai
Caulfield-család
- Ryan Caulfield – Max apja
- Vanessa Caulfield – Max anyja

Price-család
- Joyce Price – Chloe anyja, a Two Whales Diner egyik pincére.
- William Price (1970. január 3. – Arcadia Bay, 2008. szeptember 28.) – Chloe apja, aki 2008-ban egy autóbalesetben meghalt.
- Aaron Price – Chloe nagybátyja, William öccse.
- Dorothy – Joyce nagynénje.
- David Madsen – Chloe mostohaapja, a Blackwell Academy biztonsági őre, katona. Fontos karakter a játékban.

Amber-család
- James AmberBtS – Rachel apja, a város körzeti ügyésze.
- Rose AmberBtS – Rachel mostohaanyja.
- Sera GearhardtBtS – Rachel anyja.

## A Blackwell Academy diákjai
- Alyssa Anderson – csendes diák, aki mindig megvédi barátait és, akit Max minden epizódban meg tud menteni egy balesettől.
- Victoria Chase (Seattle, Washington, 1995. augusztus 14.) – Max egyik ellenfele a történetben, Nathan Prescott, Taylor Christensen és Courtney Wagner jó barátja.
- Taylor Christensen – Victoria Chase egyik közeli barátja (Vortex-tag).
- Daniel DaCosta – Mark Jefferson fényképészeti tanóráira járó diák.
- Steph GingrichBtS (Oakland, Kalifornia, 1993. december 17.) – a Blackwell egyik diákja, akivel Chloe néha beszélget. Mikey legjobb barátja, vannak romantikus érzései Rachel felé. A Life Is Strange: True Colors egyik főszereplője, Wavelengths epizódjának játszható karaktere.
- Warren Graham (Arcadia Bay, Oregon, 1996. november 20.) – Max egyik közeli barátja, aki iránt romantikus érzései vannak.
- Steve Hackney – diák, énekes.
- Eliot HampdenBtS – diák, romantikus érzései vannak Chloe felé.
- Evan Harris (1994 vége vagy 1995 eleje) – fényképész diák.
- Stella Hill – Mark Jefferson fényképészeti tanóráira járó diák.
- Trevor Johnson – gördeszkás, jó kapcsolatban van Justinnal, Dana Ward barátja.
- Hayden Jones – a Vortex Club tagja, de kedves mindenkihez.
- Kate Marsh (Arcadia Bay, Oregon, 1995. szeptember 12. – Arcadia Bay, Oregon, 2013. október 8.*) – vallásos diák, akit társai sokat zaklatnak az első epizódokban. Max fontosnak tartja, hogy biztosítsa a lány biztonságát.
- Samantha MyersBtS – csendes diáklány, aki Chloe és Nathan barátja, az utóbbit többször is megpróbálja megvédeni.
- Drew NorthBtS (1992. április 3.) – az iskola amerikaifutball-csapatának tehetséges játékosa, aki több egyetemi ösztöndíjat is kapott.
- Mikey NorthBtS (1996. december 27.) – Chloe osztálytársa.
- Luke Parker
- Nathan Prescott (Fort Lauderdale, Florida, 1995. augusztus 29. – Arcadia Bay, Oregon, 2013. október 10.*)  – a történet másodrangú főgonosza, mentálisan beteg és drogokat árul az iskola területén. A dúsgazdag Prescott-család tagja, akik a várost alapították (Vortex-tag).
- Zachary Riggins – a amerikaifutball-csapatának quarterbackje, Juliet barátja, de megcsalja Victoriával (Vortex-tag).
- Logan Robertson – a Blackwell amerikaifutball-csapatának egyik játékosa (Vortex-tag).
- Sarah – Vortex-tag.
- Brooke Scott – kiemelkedően okos diák, akinek romantikus érzései vannak Warren felé.
- Tyron
- Courtney Wagner – Victoria Chase egyik közeli barátja (Vortex-tag).
- Dana Ward – az iskola egyik pompomlánya, Trevor barátnője (Vortex-tag).
- Juliet Watson – az iskolai újság írója, Zachary Riggins barátnője.
- Justin Williams – gördeszkás, Trevor barátja, vannak romantikus érzései a fiú barátnője, Dana Ward felé.

## A Blackwell Academy személyzete
- An-Marie Barenchi – iskolai nővér.
- Michelle Barenchi – a Blackwell Otters úszócsapat edzője, az iskola testneveléstanára.
- Michelle Grant – matematika-, és tudománytanár.
- Bernadette Hoida – irodalomtanár, depresszió miatt hónapokig nem tanított.
- Mark Jefferson (1975. április 11. – 2013. október 11.*) – a játék főgonosza, fényképész, sorozatgyilkos, aki több diákját is elrabolta és elkábította fényképészeti projektjéhez. Legalább hét gyilkosság köthető a nevéhez a játék cselekménye során.
- Travis KeatonBtS – drámatanár
- Skip MatthewsBtS – a Blackwell biztonsági őre, zenész.
- Samuel Taylor – az iskola takarítója.
- Raymond Wells – az iskola igazgatója, nagy befolyással van döntéseire a Prescott-család.

## A Caledon Egyetem diákjaiDE
- Diamond Washington – filmet tanuló diák.
- Reggie Kagan – közgazdász diák, Max fényképészeti szemináriumainak egyik gyakori résztvevője.
- Loretta Rice (0000. május 31.) – újságíró diák, podcaster.
- Maya Okada – korábbi diák, író, Safi legjobb barátja, aki öngyilkos lett.
- Gretchen Kostov – a Caledon Egyetem korábbi diákja.

## A Caledon Egyetem személyzeteDE
- Yasmin Fayyad – az egyetem elnöke, Safi anyja.
- Safi Llewellyn-Fayyad (0000. március 10. – 2023. december 4. *) – posztgraduális hallgató, költő és tanársegéd.
- Moses Murphy – asztrofizikus, posztgraduális hallgató.
- Vinh Lang (0000. június 2.) – az egyetem elnökének asszisztense, az Abraxis titkos társaság vezetője.
- Lucas Colmenero – író, professzor, az irodalmi kar vezetője, az egyetemi Plumage magazin szerkesztője.
- Gwen Hunter (0000. november 10.) – kreatív nem fikciós irodalmi professzor, Safi mentora.
- Amanda Thomas (0000. január 2.) – a Snapping Turtle bár csaposa, humorista.

## Marsh-család
- Lynn Marsh – Kate húga.
- Névtelen lánygyermek – Kate húga.
- Mrs. Marsh – Kate anyja.
- Richard Marsh – Kate apja, prédikátor.
- Marsh nagynéni – Kate nagynénje, Richard Marsh húga.

## Prescott-család
- Caroline Prescott – Nathan és Kristine anyja.
- Harry Aaron Prescott – üzletember, Nathan nagyapja vagy dédnagyapja.
- Kristine Prescott – Nathan nővére, Brazíliában szolgál az amerikai békehadtest tagjaként, nem kedveli apját.
- Martin Lewis Prescott – a Prescott-üzletbirodalom egyik alapítója, valószínűleg Nathan dédnagyapja vagy üknagyapja. Születési dátuma nem ismert, de 1903-ban biztosan élt.
- Sean Prescott – befolyásos üzletember, a Prescott Foundation tulajdonosa, Nathan és Kristine apja.

## Arcadia Bay más lakosai
- Anderson Berry – rendőr, Sean Prescottnak dolgozik.
- Andy Berry – horgász, Anderson fia.
- Frank Bowers – a város drogkereskedője.
- Helen ChristensenBtS – Taylor anyja.
- Rich Conrad – horgász.
- Diner Cop – rendőr.
- Jack Cousteau – halász, korábban televíziós személyiség, egy hajóbérlő cég tulajdonosa.
- Diner Dude – Arcadia Bay lakosa, aki a Two Whales Dinerben található.
- Diner Fisherman – halász, aki a Two Whales Dinerben található.
- Diner Man – Arcadia Bay lakosa, aki a Two Whales Diner közelében található.
- Diner Trucker – kamionsofőr, aki a Two Whales Dinerben található.
- Diner Woman – Arcadia Bay lakosa, aki a Two Whales Diner közelében lévő buszmegállóban várakozik.
- Furcsa nő – Arcadia Bay lakosa, aki a Two Whales Dinerben található.
- Peter GillespieBtS – Merrick egyik közeli csatlósa.
- Hajléktalan nő – Arcadia Bay lakosa, aki a Two Whales Diner mögött lakik.
- Cynthia HampdenBtS – Eliot anyja.
- Damon MerrickBtS (1979 – Arcadia Bay, Oregon, 2010. május 9.) – A Life Is Strange: Before the Storm főgonosza, bűnöző, drogkereskedő.
- Anthony NorthBtS – Drew és Mikey apja.
- Officer Corn – rendőr.
- Old Guy – Arcadia Bay lakosa, aki a Two Whales Diner közelében lévő buszmegállóban várakozik.
- Chuck Pierce Jr. – kriptozoológus.
- Sheldon PikeBtS – Merricknek dolgozó bűnöző.
- R.J. MacReady – halász, aki a Two Whales Diner parkolójában található.
- Gerald ScottBtS – ruhaárus.
- Rodney SearsBtS (Palo Alto, Kalifornia, 1975. február 19.) – Merrick klubjának egyik biztonsági őre.
- Truck Driver – kamionsofőr, aki többször is megjelenik a Two Whales Dinerben.
- Dick Weber – horgász.

## Állatok
- Alice – Kate Marsh nyula.
- Bongo (1999 – 2008) – Chloe Price macskája, a Price-ház kertjében van eltemetve.
- Kék szajkó – madár, amely többször is megjelenik a Price-háznál.
- Őzsuta – egy őz, amely végigvezeti Maxet a játék cselekményén.
- Pompidou (2010 – 2013. október*) – Frank Bowers kutyája.

## Egyéb
- Vince AldermanDE (Ismeretlen – 2023. december 7. *) – detektív, Safi halálát nyomozza.
- Dr. Bill – szerző, rádiós műsorvezető.
- DJ Doom – a Vortex-bulik lemezlovasa.
- DJ Stan StanwickBtS – a The STYR! (87.9 FM) lemezlovasa.
- Ed – személy, akitől Max több különböző tárgyat is rendelt.
- Fernando – Max egyik barátja Seattle-ből.
- Hawt Dawg Man – popkulturális figura, hot dog.
- Dr. Hedorah – meteorológus.
- Dr. Jacoby – Nathan Prescott pszichiátere.
- Kristen – Max egyik barátja Seattle-ből.
- Daniel Lee – újságíró, akivel Max San Franciscó-ban találkozik, miután megnyeri az Everyday Heroes Photo Contest pályázatot.
- Meteorológus – a KBAY7 News meteorológusa.
- Dr. Nick Meyer – tudós, szerző.
- Piknikező párBtS
- Megan Weaver – Chloe közeli barátja az alternatív idővonalban.

|  | Itt a vége a cselekmény részletezésének! |